# Grote Prijs Stad Zottegem 2013
Il Grote Prijs Stad Zottegem 2013, settantottesima edizione della corsa e valida come evento dell'UCI Europe Tour 2013 categoria 1.1, si svolse il 20 agosto 2013 su un percorso di 183,8 km. Fu vinta dallo slovacco Blaž Jarc che terminò la gara in 4h05'16", alla media di 44,96 km/h.
Al traguardo 29 ciclisti portarono a termine la gara.

## Squadre partecipanti
| N.      | Cod. | Squadra                     |
| ------- | ---- | --------------------------- |
| 1-8     | LTB  | Lotto-Belisol Team          |
| 11-18   | VCD  | Vacansoleil-DCM             |
| 21-28   | AJW  | Accent Jobs-Wanty           |
| 31-38   | CRE  | Crelan-Euphony              |
| 41-48   | TNE  | Team NetApp-Endura          |
| 51-58   | TSV  | Topsport Vlaanderen-Baloise |
| 61-68   | SKT  | An Post-Chainreaction       |
| 71-78   | CMD  | Colba-Superano Ham          |
| 81-88   | RIJ  | Cyclingteam De Rijke-Shanks |
| 91-98   | DOL  | Doltcini-Flanders           |
| 101-108 | KOG  | Koga Cycling Team           |
| 111-118 | MGT  | Madison-Genesis             |

| N.      | Cod. | Squadra                        |
| ------- | ---- | ------------------------------ |
| 121-128 | MET  | Metec-TKH Continental          |
| 131-138 | TSP  | Nutrixxion-Abus                |
| 141-148 | RB3  | Rabobank Development Team      |
| 151-158 | STF  | Start-Trigon Cycling Team      |
| 161-168 | PCW  | T.Palm-Pôle Continental Wallon |
| 171-178 | VPC  | Concordia Forsikring-Riwal     |
| 181-188 | CCD  | Team Differdange-Losch         |
| 191-198 | NSP  | NSP-Ghost                      |
| 201-208 | MMM  | Team 3M                        |
| 211-218 | TWJ  | To Win-Josan Cycling Team      |
| 221-228 | WIL  | Vérandas Willems               |
| 231-238 | WBC  | Wallonie-Bruxelles             |

## Ordine d'arrivo (Top 10)
| Pos. | Corridore            | Squadra         | Tempo    |
| ---- | -------------------- | --------------- | -------- |
| 1    | Blaž Jarc            | NetApp-Endura   | 4h05'16" |
| 2    | Boris Dron           | Wallonie-Br.    | a 5"     |
| 3    | Wouter Mol           | Vacansoleil     | a 7"     |
| 4    | Pieter Vanspeybrouck | Topsport Vl.    | s.t.     |
| 5    | Marco Marcato        | Vacansoleil     | s.t.     |
| 6    | Grischa Janorschke   | Nutrixxion-Abus | s.t.     |
| 7    | Fréderique Robert    | Lotto-Belisol   | s.t.     |
| 8    | Stefan van Dijk      | AccentJobs      | s.t.     |
| 9    | Jonas Schmeiser      | NSP-Ghost       | s.t.     |
| 10   | Roger Kluge          | NetApp-Endura   | s.t.     |